# Amt Mecklenburgische Kleinseenplatte
Związek Gmin Mecklenburgische Kleinseenplatte (niem. Amt Mecklenburgische Kleinseenplatte) – niemiecki związek gmin leżący w kraju związkowym Meklemburgia-Pomorze Przednie, w powiecie Mecklenburgische Seenplatte. Siedziba związku znajduje się w mieście Mirow.
W skład związku wchodzą cztery gminy:
1. Mirow
2. Priepert
3. Wesenberg
4. Wustrow

## Zmiany administracyjne
25 maja 2014 gminę Roggentin przyłączono do miasta Mirow.